# Peka
Peka est une ville du Lesotho située dans le district de Leribe. Lors du recensement de 2005, sa population s'élevait à 17 161 habitants.